# Fènix (fill d'Agenor)

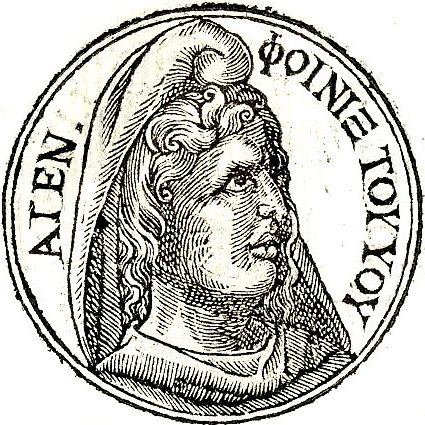
Fènix, fill d'Agenor

Fènix (en grec antic Φοῖνιξ), d'acord amb la mitologia grega, va ser un heroi grec, fill del Rei de Sidó Agenor i de Telefaassa, i germà de Cilix, Cadme, Europa. Algunes fonts diuen que va ser pare de Fineu, el rei de Tràcia.
La seva germana Europa, va ser raptada pel déu Zeus, transformat en un imponent brau, que va creuar el mar volant dirigint-se cap a l'illa de Creta. Agenor, que estava molt per la seva filla, va ordenar als seus fills que anessin a buscar-la, i que vengessin el rapte. Els va dir que si no trobaven Europa, no podrien tornar mai més o els donaria mort.
Fènix va partir en comitiva, amb els seus germans, Cílix i Cadme, i la seva pròpia mare, Telefaassa, embarassada de Fineu. Varen seguir costa del mar Mediterrani cap a ponent, cap a Anatòlia. Per, al cap d'un temps de viatjar, aturar-se, tornar enrere i establir-se a prop del regne del seu propi pare. S'establí a la costa oriental de la Mediterrània, a la regió que adoptà el seu nom, Fenícia, i fundà la ciutat de Tir, de la que en va ser rei. Segons la llegenda, Fènix, va fer que el seu poble, els Fenicis, adoptés una forma de vida marinera i mercantil. Construïren vaixells que van començar a viatjar per tot el Mediterrani i estendre la cultura Fenícia per tot arreu. Potser era aquesta la millor forma de continuar la recerca de la seva germana.
Mentrestant els seus germans van continuar camí. Cílix es va establir a Cilícia, una regió davant de la serralada dels Antitaure a Turquia. Sa mare va morir a la costa del mar Adriatic, poc després de donar a llum a Fineu. Cadme va arribar a la península hel·lènica on va arribar a la Beòcia i on va fundar la ciutat de Cadmia i també es va erigir com rei.
Després de cercar en va la seua germana Europa, raptada per Zeus, a la qual donà el nom de Fenícia.